# نوبويوكي فورو
نوبويوكي فورو (باليابانية: 不老 伸行) (1980 في ماتسوياما في اليابان – )؛ هو لاعب كرة قدم سابق كان يلعب كحارس مرمى.

## وصلات خارجية
- نوبويوكي فورو على موقع عالم كرة القدم.نت (الإنجليزية)